# Bunkerlinie Briegden-Neerharen

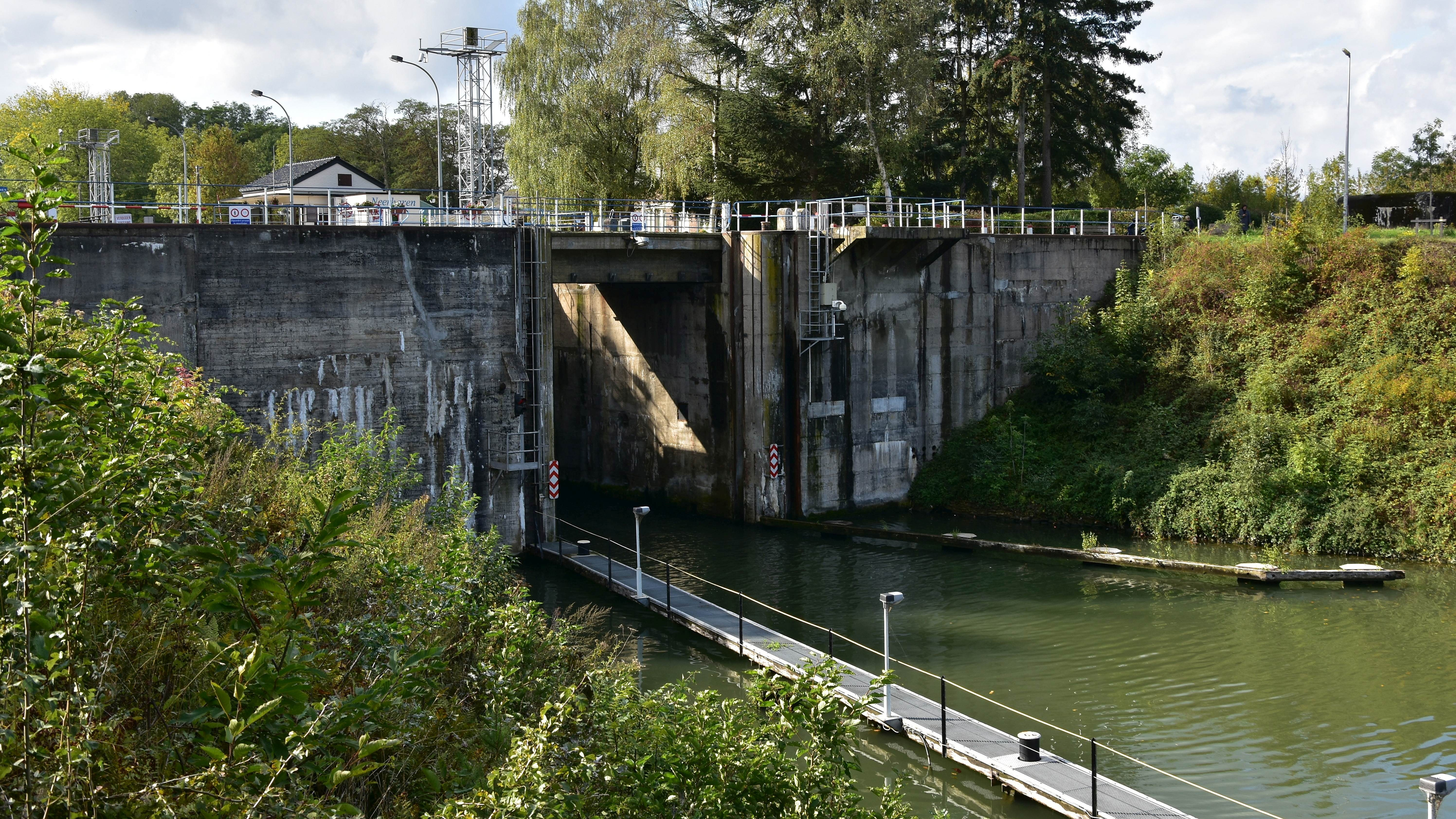
Bunker BN10 in een sluiswand te Neerharen

De Bunkerlinie Briegden-Neerharen was een deel van de Belgische Grensstelling of Vooruitgeschoven Stelling langs het kanaal Briegden-Neerharen tijdens het interbellum. Ze bestond uit elf bunkers aan de zes km lange westzijde van dit kanaal. Een bunker werd ingebouwd in de sluis van Neerharen en een tweede in de sluis van Briegden, een gehucht van Lanaken. Bunker BN1 (Briegden-Neerharen 1) aan de uiterste zuidzijde van het kanaal bij de instroom van dit kanaal in het Albertkanaal werd nooit gebouwd.
Het kanaal verbindt de Zuid-Willemsvaart met het Albertkanaal en vermijdt zo Maastricht maar werd ook gegraven om bij een eventuele inval via Nederland en Maastricht de grens hier te verdedigen. Van de twaalf voorziene en elf gebouwde bunkers van de BN-linie blijven er anno 2024 nog acht over.

## Beschrijving
Deze bunkers (BN verwijst naar Briegden-Neerharen) werd zwaarder uitgebouwd dan andere langs de Vooruitgeschoven stelling. Vijf antitankbunkers, twee sluis- en vier mitrailleurbunkers werden opgetrokken, maar geen oeverbunkers. De antitankbunkers kregen dikkere daken en muren dan elders om langer te weerstaan aan beschietingen. Ze speelden een belangrijke rol in de verdediging van de Vooruitgeschoven Stelling en de Dekkingstelling aan het Albertkanaal. Belangrijke wegen en de intussen verdwenen spoorlijn (aangelegd in 1856) die vanuit Maastricht naar Hasselt liep, speelden hierbij een rol. De mitrailleurbunkers waren niet voorzien van beschermde oreillons of muren die de schietgaten voor de aanvallers aan het zicht onttrokken.
Grenswielrijders, een elite-eenheid, werden voor de verdediging van de grenskanalen ingezet. Dit Belgisch legeronderdeel werd in 1934 opgericht om de grenzen te bewaken. Zij stonden ook in voor het vernietigen van de bruggen in geval van alarm. De BN-linie werd bewaakt door de 5e Compagnie Grenswielrijders van Lanaken, gekazerneerd in de kazerne de Caritat de Peruzzis met Henri Giddelo als commandant. De grenskanalen vielen al op 10 mei 1940 als linie. De val van het fort Eben-Emael maakte verder standhouden hier zinloos. Tijdens de oorlog werd de linie door de Wehrmacht ontmanteld. Op 12 oktober 1946 werd de linie definitief gedeclasseerd.

## Bunkers

### Bunker BN2

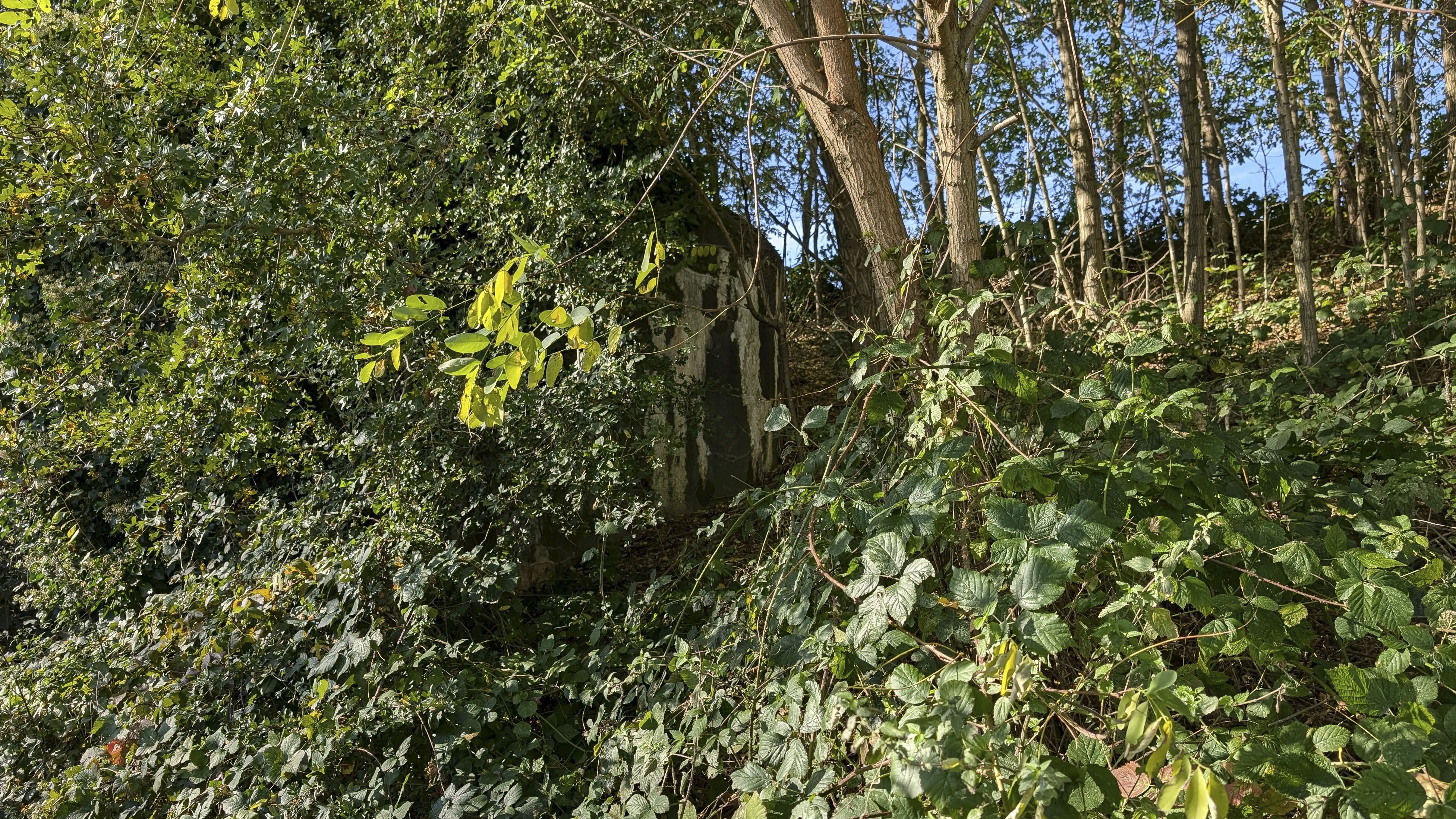
Bunker BN2

Deze bunker ligt ongeveer 150 m ten zuidwesten van de sluis van Briegden (op een gebouw staat Lanaken vermeld) en werd, samen met alle andere bunkers, gebouwd bij de constructie van het kanaal.

### Bunker BN3

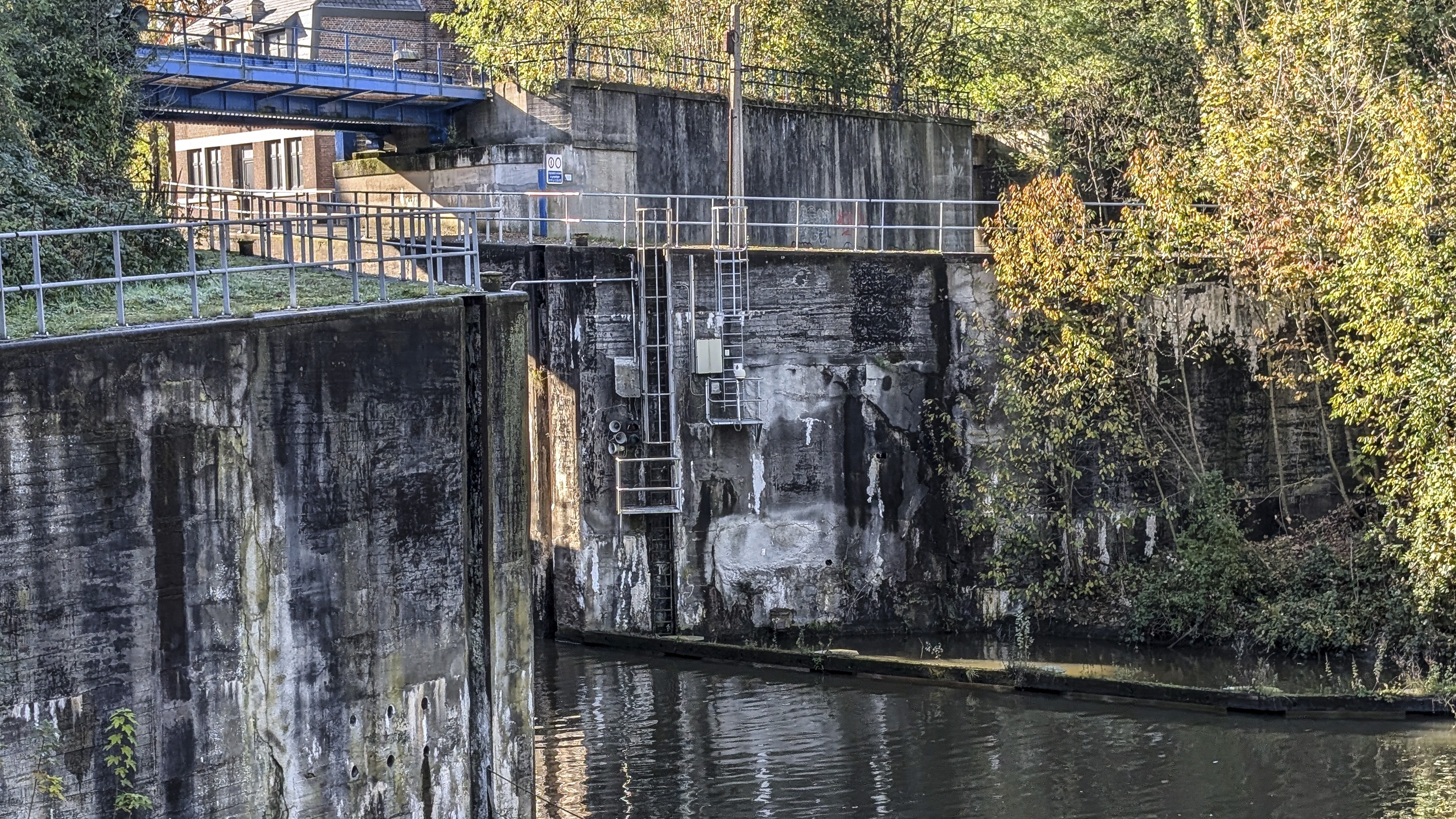
Bunker BN3 in de sluiswand te Briegden

Bunker BN3 is een sluisbunker in de sluis van Briegden. In de aanloop naar de oorlog werd bij de sluis een dubbele verdediging aangelegd met versperringen tegen een infanterieaanval en barrages om de vernietiging van de sluisdeuren te verhinderen. De vernietiging zou catastrofale gevolgen hebben door de watermassa van het Albertkanaal die dit verbindingskanaal zou overspoelen met de hoogstwaarschijnlijke vernietiging van de sluis te Neerharen en omgeving als gevolg. Bij de vernauwingen van het Albertkanaal en het kanaal Briegden-Neerharen ter hoogte van het bassin van Briegden werden obstakels klaargelegd om de toegang tot beide kanalen te blokkeren.
Op 10 mei 1940 blies men de spoorwegbrug over het kanaal Briegden-Neerharen op. Een ploeg kreeg de opdracht om de barrages voor de sluisdeuren te installeren. Ze werden geraakt door enkele vijandelijke vliegtuigen. Het opblazen van de brug vernielde een deel van het installatiemateriaal voor de barrage waardoor het detachement onverrichter zake terugtrok. De adjudant stuurde zijn ploeg vervolgens naar de barrage in Briegden. Ze slaagde er in een dubbele rij stalen schotten in de vernauwing van het Albertkanaal te plaatsen, waardoor de scheepvaart onmogelijk werd.

#### Uitrusting
Ze waren beiden uitgerust met twee machinegeweren van het type Maxim. De bunker BN3 valt nauwelijks op, vooral omdat de schietgaten nu zijn dichtgemaakt. Bij BN10 zijn de schietgaten wel bewaard, twee sleufvormige openingen in de rechter sluiswand. Daarboven bevindt zich een betonnen platform dat diende om een cointet-element op te plaatsen dat in geval van nood de sluisovergang moest blokkeren. In het voetpad langs de weg over de sluis is er een afgedekte opening die toegang geeft tot een trap die soldaten toelaat om af te zakken naar het niveau van de bunker in de sluiswand. 

### Bunker BN4

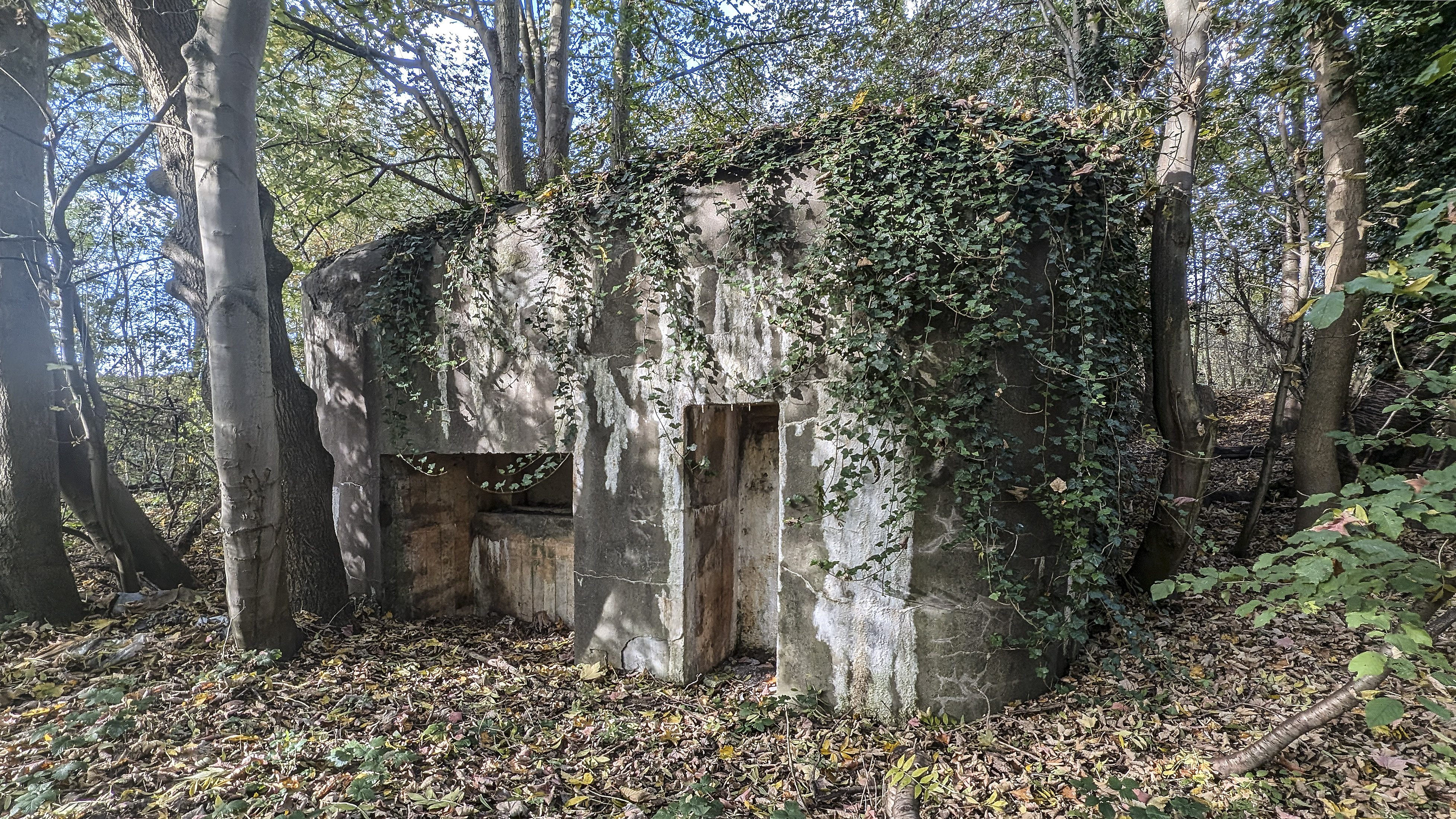
Bunker BN4

De bunker ligt langs de niet meer in gebruik zijnde spoorlijn Hasselt-Maastricht uit 1856, een vijftigtal meter ten westen van bunker BN3.
Het is een zware bunker met een dakdikte van 1,75 meter, de frontmuur is 1,90 meter dik en de zijmuren 1,30 meter. De dikte van de  achterwand is 1 meter. Zijn geschut bestreek de spoorwegbrug over de sluis van Briegden en omgeving. De bunker was uitgerust met een 47 mm antitankkanon, een schijnwerper en een observatieklok. In de kamer voor het 47 mm kanon zijn nog de verroeste geleidingsijzers voor de beweegbare pantserplaat en de katrollen waarover de kabel met de tegengewichten liep aanwezig. Zes granaatwerpgaten tegen opdringerige aanvallers en een FM.30 machinegeweer (cal 7,62mm) voor gebruik in de observatieklok waren voorzien. Anno 2024 dient deze bunker als vleermuizenonderkomen.

### Bunker BN7

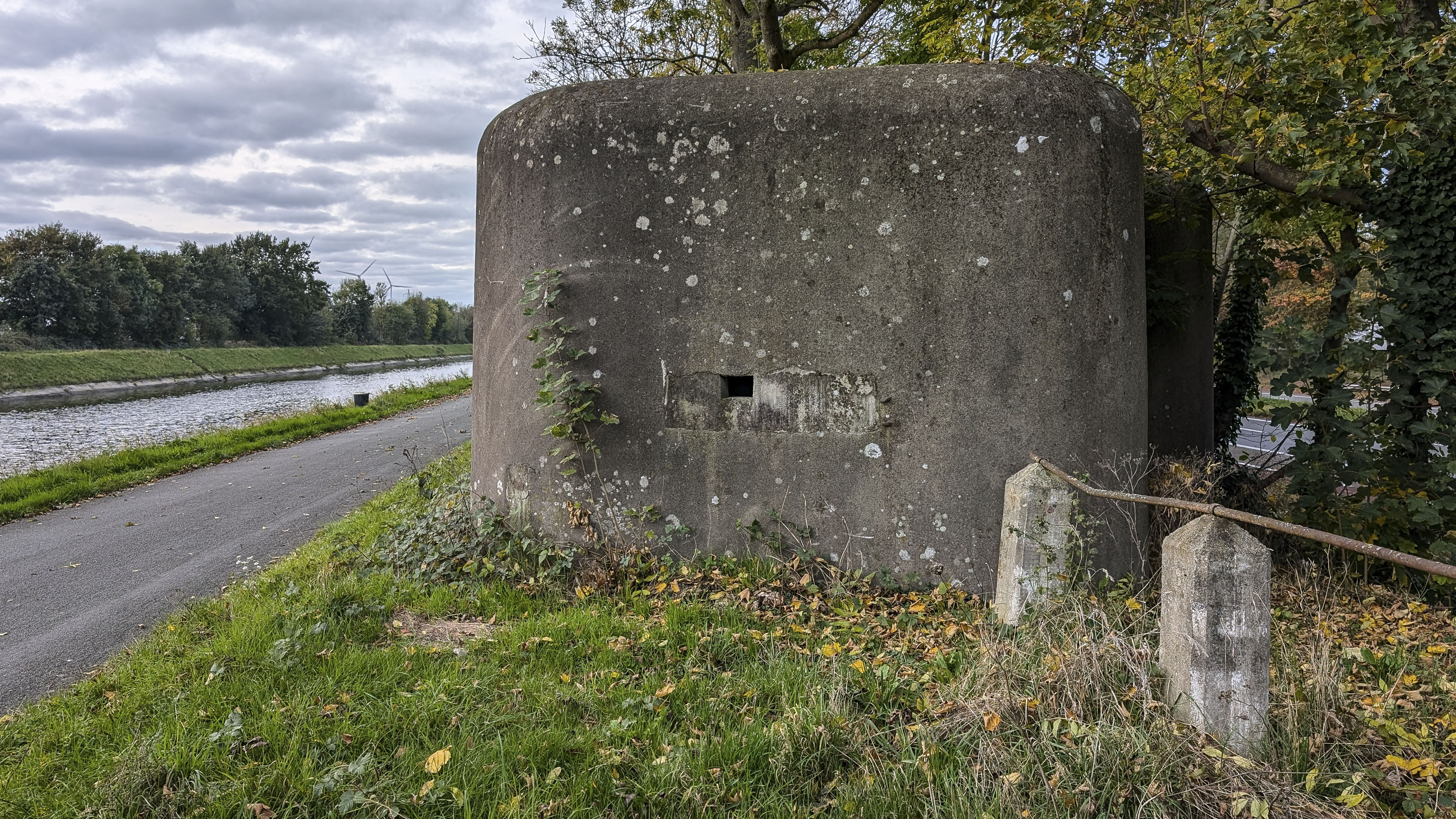
Bunker BN7

Deze bunker behoort tot het type bunker voor twee Maximmitrailleurs, het meest voorkomende type. De bunker is gelegen aan de westelijke oever van het kanaal, tussen de sluizen van Briegden (Lanaken) en Neerharen.
BN7 was uitgerust met twee Maxims op Chardome-affuit voor flankeringsvuur om een oversteek van de vijand over het verbindingskanaal te verhinderen en twee granaatwerpgaten en een schietgat voor handvuurwapens van het type Browning Automatic Rifle (caliber 7,65mm) aan de frontzijde. De bunker is gemaakt van gewapend beton met afgeronde muren van ongeveer 1 meter dikte naargelang de blootstelling aan vijandelijk vuur. Vandaag is deze bunker herbestemd als vleermuizenonderkomen.

### Bunker BN9
BN9 is een deel van de muur rond een privébedrijf in Tournebride, een plaats in Lanaken

### Bunker BN9bis
Deze bunker staat vlak bij de westelijke kant van bunker BN10. 

### Bunker BN10
Zie beschrijving van bunker BN3

### Bunker BN11

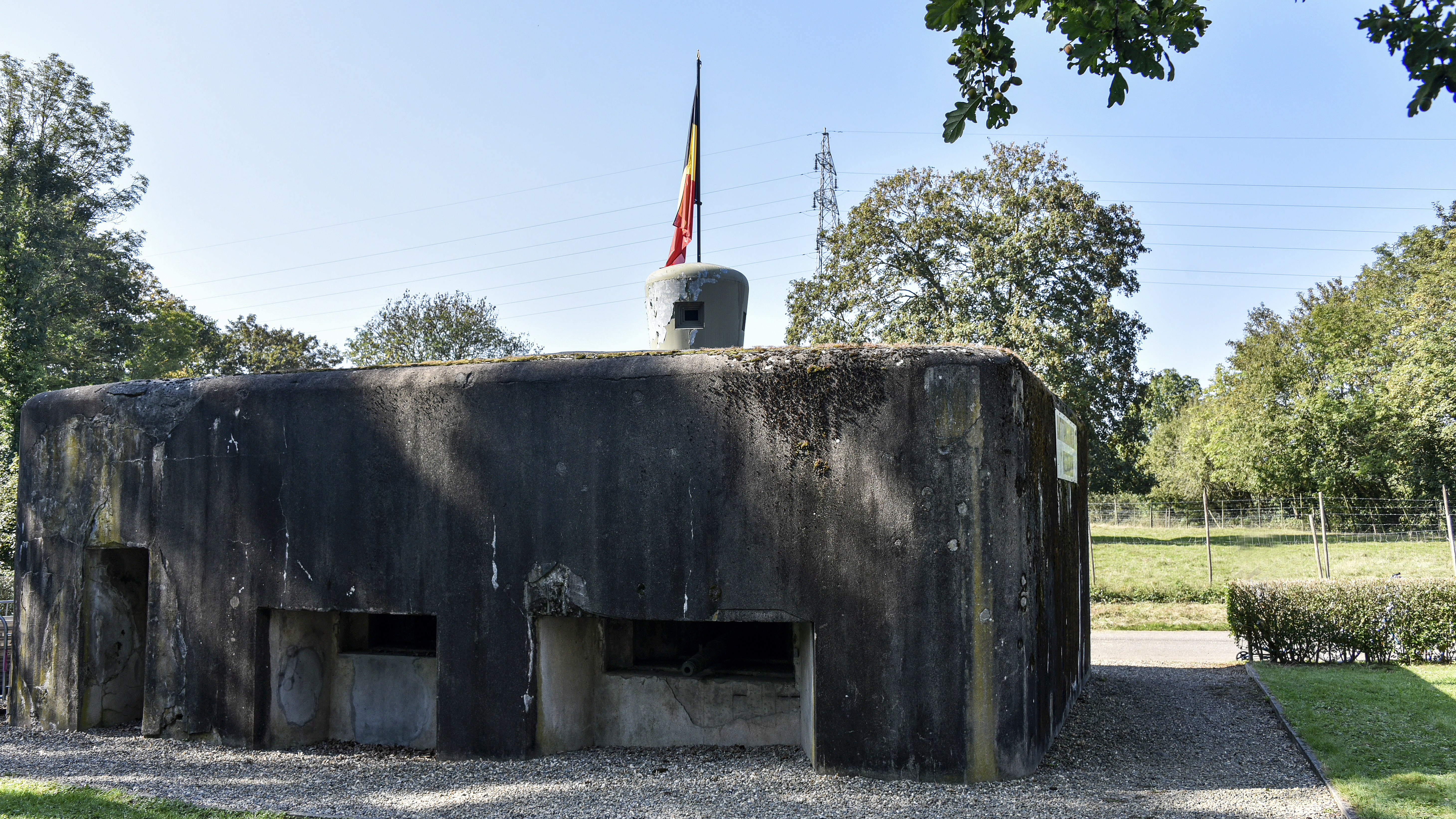
Bunker BN11 te Neerharen

Deze antitankbunker BN11 werd in het begin van de 21e eeuw grondig gerestaureerd. Oorspronkelijk had de bunker een verdieping met een metalen dak waarin de observatieklok grotendeels in een laag zand was verzonken.

## Galerij

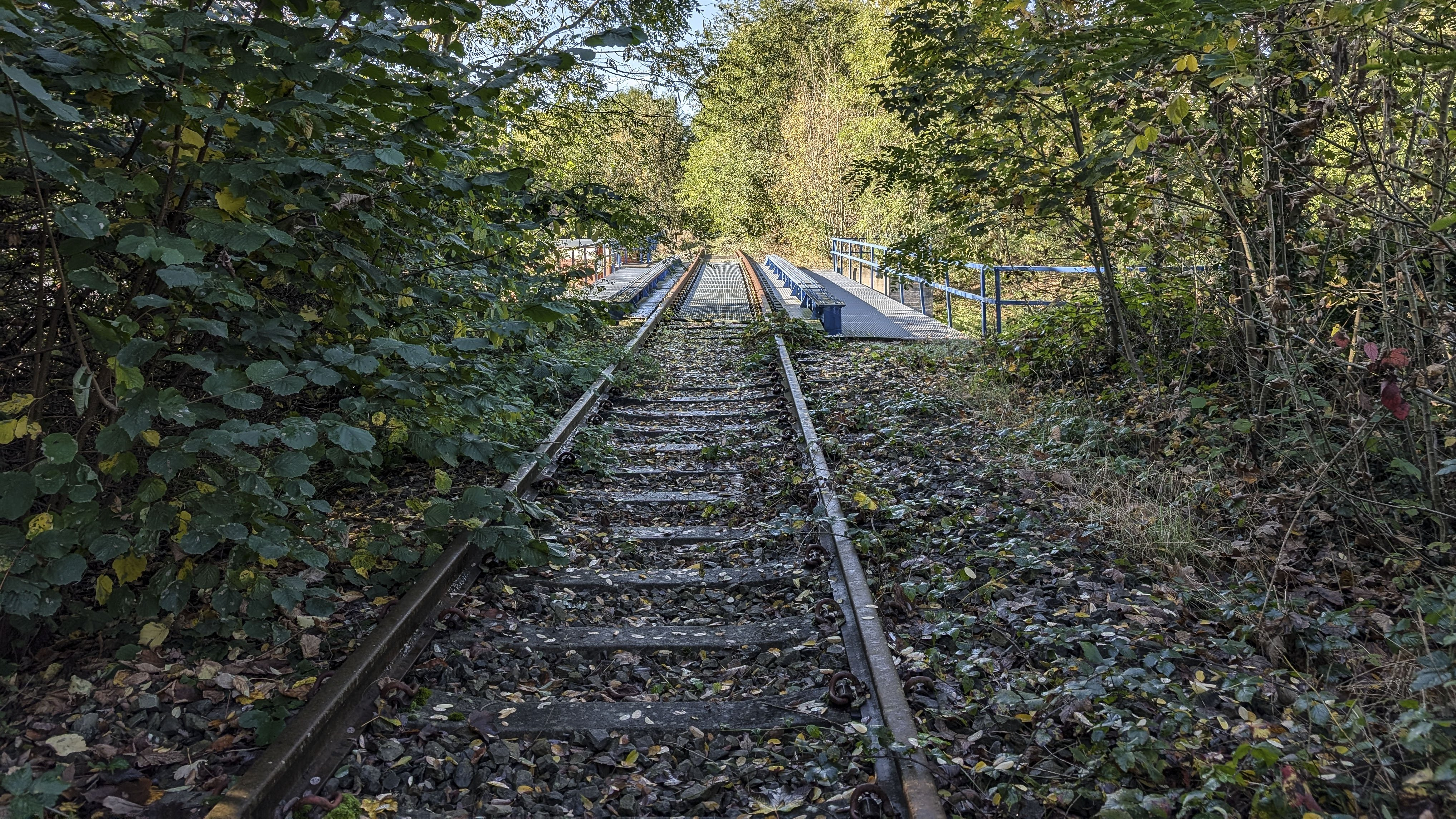
Voormalige treinverbinding tussen Maastricht en België aangelegd in 1856 op de sluis te Lanaken
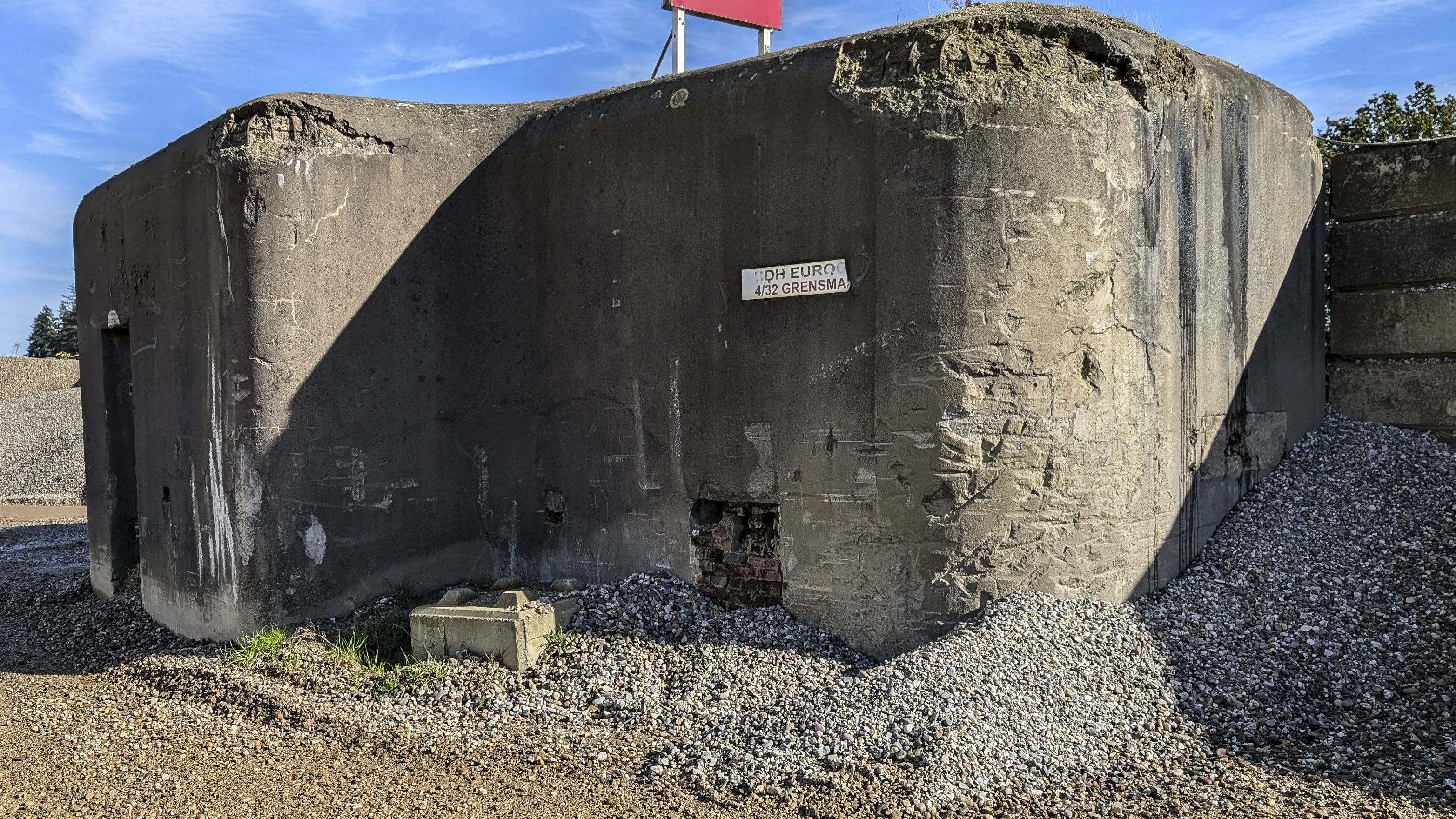
Bunker BN9 te Tournebride, Lanaken
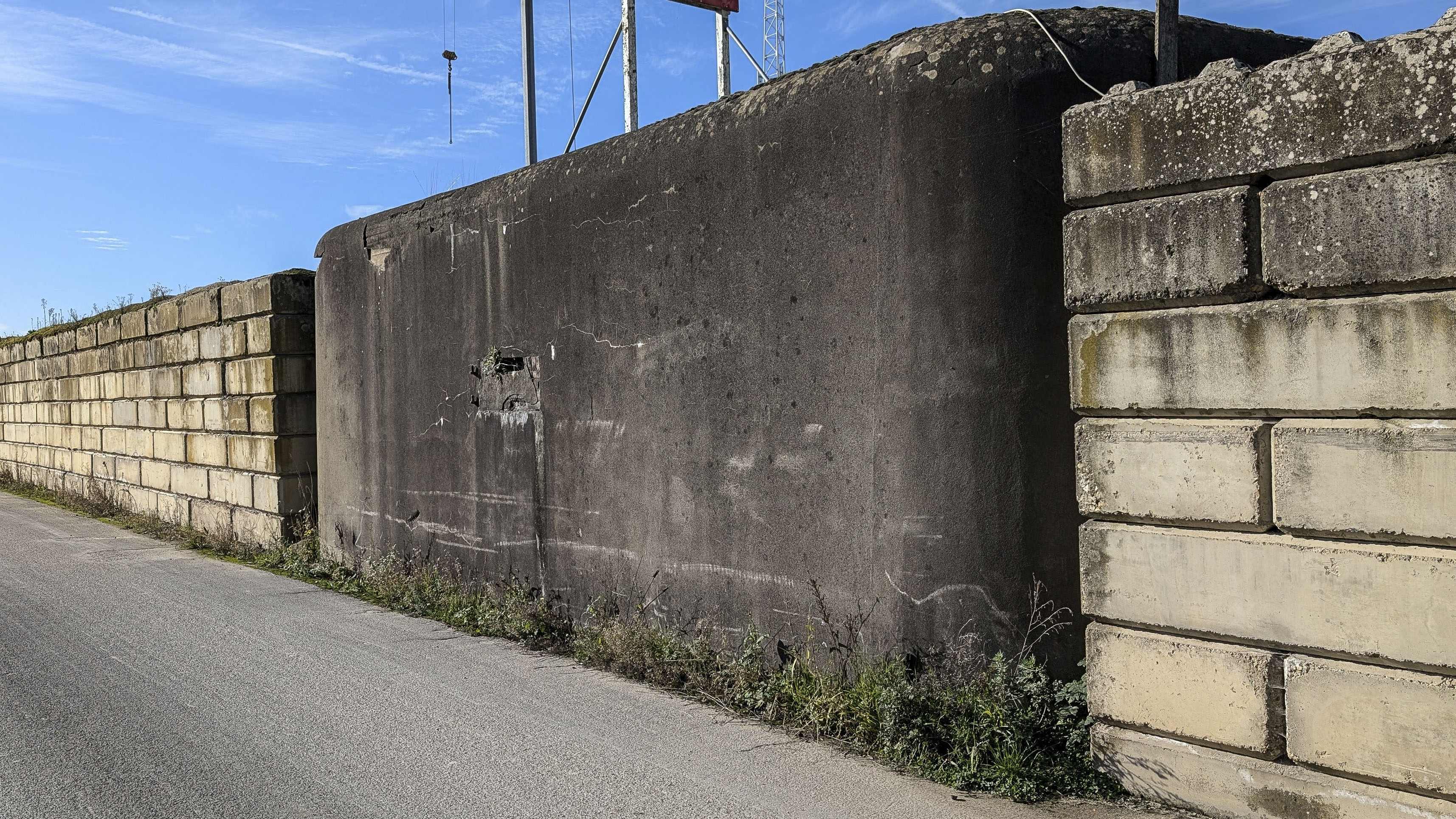
Bunker BN9
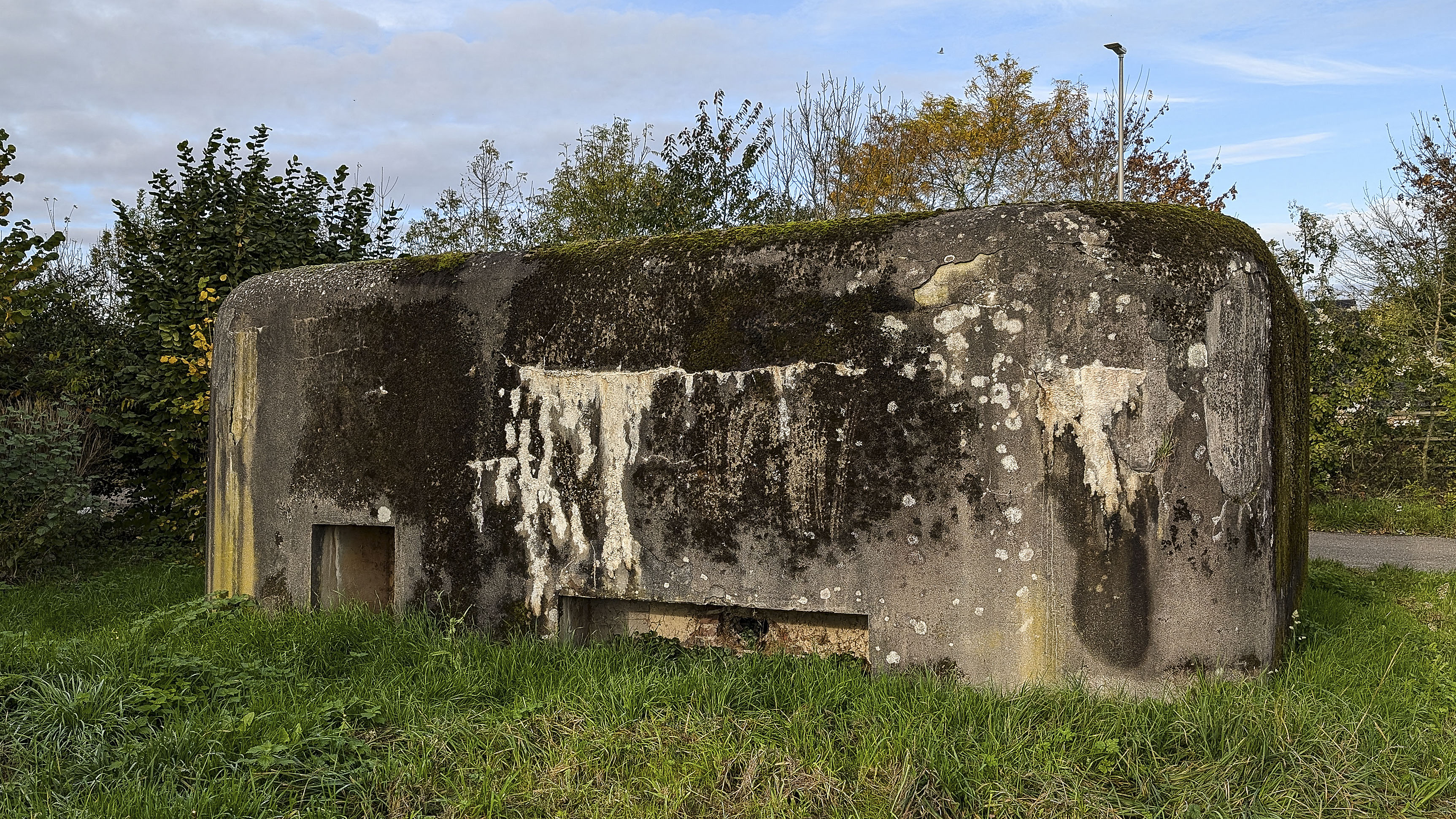
Bunker BN9bis
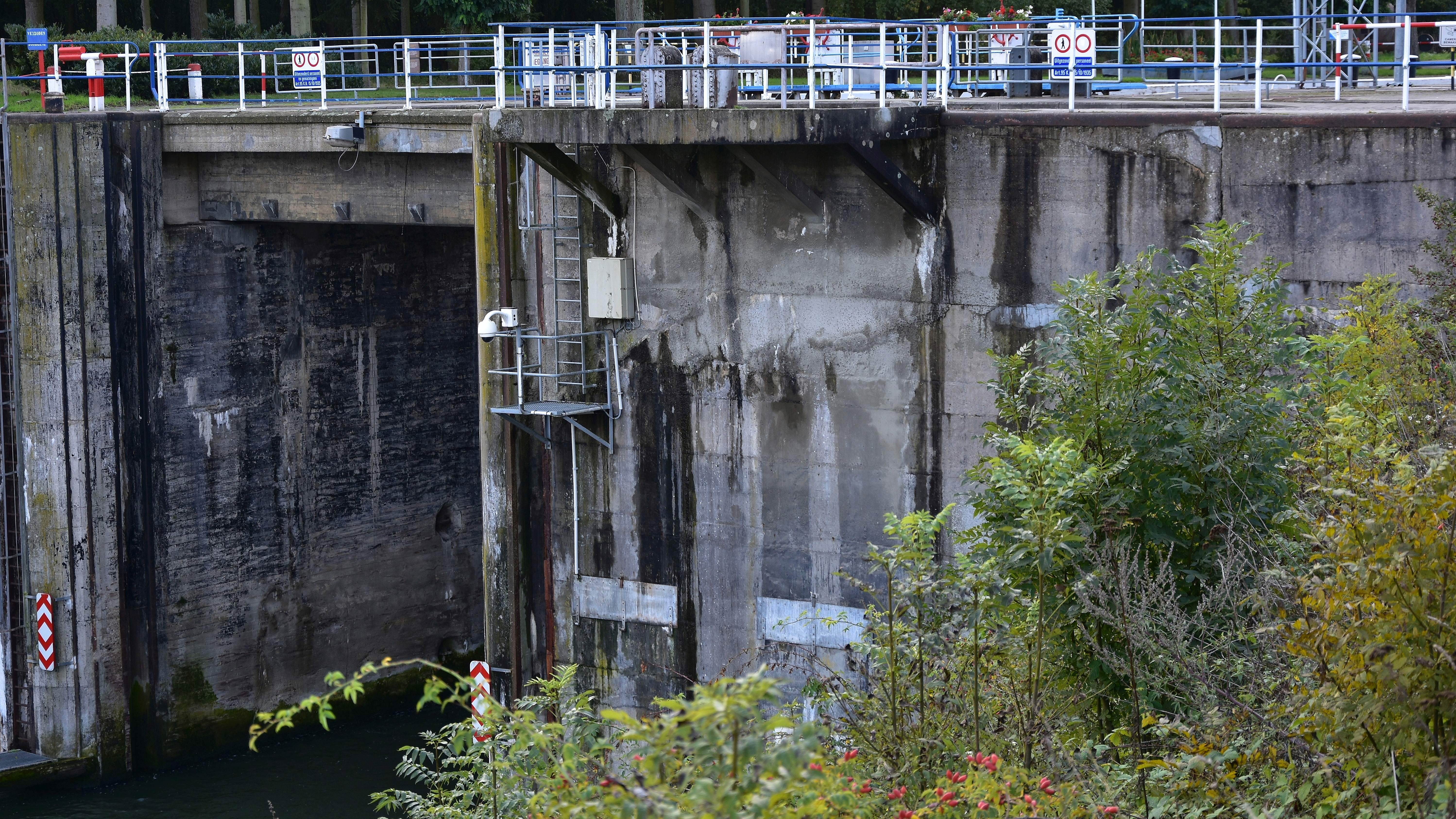
Bunker BN10 in de sluiswand
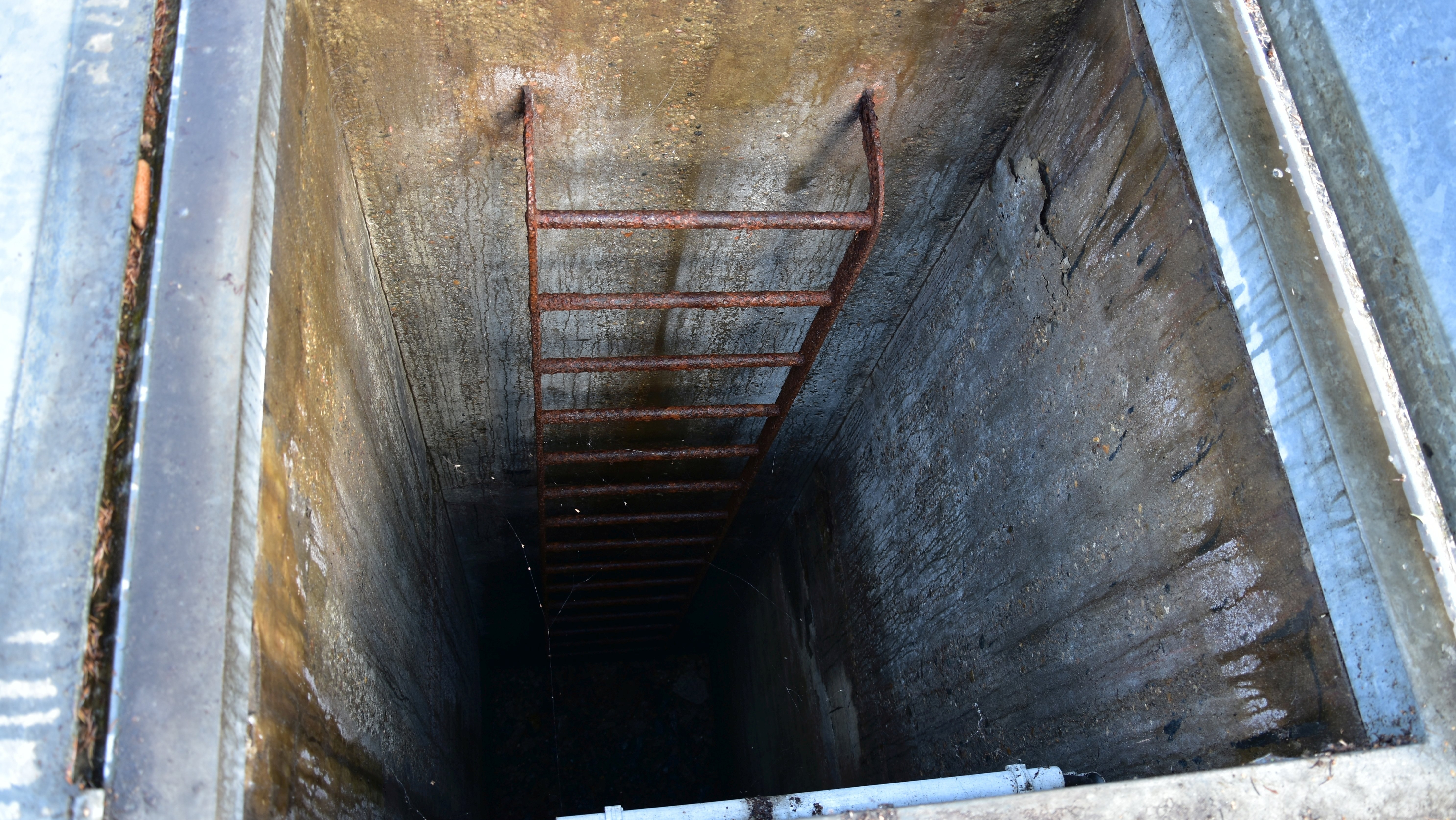
Ladder naar bunker BN10